# Intercosmos 9
Intercosmos 9, también llamado Copernicus 500 en honor del 500 aniversario del astrónomo polaco Copérnico
, fue un satélite artificial científico soviético, construido con colaboración polaca,  perteneciente al programa Intercosmos y a la clase de satélites DS (de tipo DS-U2-IK) y lanzado el 19 de abril de 1973 mediante un cohete Cosmos 2 desde el cosmódromo de Kapustin Yar.

## Objetivos
El objetivo de Intercosmos 9 fue realizar estudios sobre la ionosfera terrestre y las ondas de radio de origen solar.

## Características
El satélite fue una colaboración entre la Unión Soviética y Polonia y tenía una masa de 400 kg y fue inyectado inicialmente en una órbita con un perigeo de 202 km y un apogeo de 1551 km, con una inclinación orbital de 48,5 grados y un periodo de 102,2 minutos.
Intercosmos 9 reentró en la atmósfera el 15 de octubre de 1973.

## Resultados científicos
Aparte de recoger datos sobre la ionosfera terrestre y sobre las ondas de radio solares, la órbita de Intercosmos 9 fue analizada para mejorar los modelos de gravedad terrestre.